# Mallophora fulviventris
Mallophora fulviventris är en tvåvingeart som beskrevs av Macquart 1850. Mallophora fulviventris ingår i släktet Mallophora och familjen rovflugor. Inga underarter finns listade i Catalogue of Life.